# Eleição presidencial da França em 1885
A eleição presidencial francesa de 1885 foi a que deu mais um mandato de presidente a Jules Grévy. Seu objetivo era prever a sucessão de Jules Grévy ou a renovação de seu mandato de sete anos . Ele foi facilmente reeleito.

## Primeiro mandato presidencial de Jules Grévy
Em sete anos, Jules Grévy teve que nomear nove presidentes do Conselho de Ministros . Sua primeira decisão foi renunciar ao direito de dissolução. Em 1880, ele fez a revisão da Constituição, também introduziu a Marselhesa como hino nacional em 1979. Ele também era a favor da educação pública para meninas e meninos e acolheu com entusiasmo as leis de Jules Ferry em 1881-1882. Em 1885, presidiu à cerimónia fúnebre de Victor Hugo quando este foi transportado para o Panteão.

## Candidatos
Além de Jules Grévy, que aliás hesitou em apresentar a sua candidatura devido à sua idade, estava Henri Brisson, Presidente do Conselho e ex-Presidente do Conselho por duas vezes e o candidato Charles de Freycinet.

## Resultados
| Candidato | Candidato                                 | Votos | Porcentagem |
| --------- | ----------------------------------------- | ----- | ----------- |
|           | Jules Grevy Republicano moderado          | 457   | 79,34       |
|           | Henri Brisson Republicano radical         | 68    | 11,81       |
|           | Charles de Freycinet Republicano moderado | 14    | 2,43        |
|           | Anatole da Forja Sem Partido              | 10    | 1,74        |
|           | Outros                                    | 27    | 4,69        |

## Consequências
Henri Brisson renunciou à presidência do Conselho no dia seguinte à eleição presidencial. Charles de Freycinet o sucedeu no cargo.